# 都農町立都農小学校
都農町立都農小学校（つのちょうりつ つのしょうがっこう）は、宮崎県児湯郡都農町大字川北にある公立の小学校。

## 概要
歴史
明治初期に創立した郷学校の流れをくみ、1875年（明治8年）に「都農小学校」として創立。2025年（令和7年）には創立150周年を迎える。

学校スローガン
「全力一心」
教育目標
「知・徳・体の調和のとれた心豊かな児童の育成」
目指す子どもの姿
- かしこい子
- やさしい子
- たくましい子

校章
桜の花弁を背景にして、中央に校名の頭文字である「都」の文字を配している。
校歌
1957年（昭和32年）制定。作詞は安田尚義、作曲は金堀伸夫による。歌詞は4番まであり、各番の歌詞中に校名の「都農小学校」が登場する。
通学区域
都農町のうち、「明田、駅通、南新町、北新町、中町、あさひ団地、湯の本、北町、都農組、藤見、下画像生、中画像生、上画像生、木戸平、佃、西の郡、坂の上、岩山、牧内、平山、木和田」。中学校区は都農町立都農中学校。

## 沿革
- 1869年（明治2年） - 藩知事の命により、都農市街地の南端にあった旧寺を改修し、「都農郷学校」と称して師弟を教育。
- 1874年（明治7年） - 立野に出張所を、木戸平に支校を置く。
- 1875年（明治8年） - 「都農小学校」と称した公立学校設立伺を提出。校舎が上町に完成。この年を百周年の起算年とする。
- 1885年（明治18年） - 「十七番学区都農小学校」として、心見・内野々・木和田・轟の4校を分教場として総括。
- 1887年（明治20年） - 小学校令の施行により、「尋常都農小学校」となる。
- 1889年（明治22年）5月1日 - 児湯郡1町1村（都農町・川北村）が合併の上、「都農村」が発足。
- 1892年（明治25年）4月 - 「都農尋常小学校」に改称。分校4校が分離の上、尋常小学校として独立。温習科を廃止の上、補習科を設置。
- 1896年（明治29年）11月19日 - 高等科を併置の上、「都農尋常高等小学校」に改称。この日を創立記念日とする。
- 1904年（明治37年） - 全校舎を中原（現在地）に移転。
- 1908年（明治41年）4月 - 改正小学校令により、尋常科（義務教育年限）が4年制から6年制に改められる。このため、旧高等科1年を尋常科5年に、旧高等科2年を尋常科6年に、旧高等科3年を高等科1年に、旧高等科4年を高等科2年に改める。
- 1911年（明治44年）4月 - 新制度により高等科の修業年限を3年とする。
- 1919年（大正8年） - 補習学校を併置。
- 1920年（大正9年）8月1日 - 町制施行により、「都農町」が発足。
- 1928年（昭和3年） - 高等科3年を廃止し、補習学校を「公民学校」に改称。
- 1941年（昭和16年）4月1日 - 国民学校令施行により、「都農町 都農国民学校」に改称。尋常科を初等科に改める。
- 1945年（昭和20年）5月14日 - 教諭3名が空襲により殉職。
- 1946年（昭和21年）10月1日 - 都農町都農南国民学校が分離新設の上、轟分校・尾鈴分校を移管。心見分教場が分離の上、都農町都農東国民学校として独立。
- 1947年（昭和22年）4月1日 - 学制改革（六・三制の実施）により、新制小学校「都農町立都農小学校」に改組・改称。
- 1949年（昭和24年） - 内野々分校を都農町立都農東小学校に移管。
- 1952年（昭和27年）11月19日 - 1945年（昭和20年）に殉職した教諭3名の慰霊碑を建立。
- 1957年（昭和32年） - 校歌・校旗を制定。
- 1975年（昭和50年）3月1日 - 創立100周年記念式典を挙行。
- 1987年（昭和62年）3月31日 - 木和田分校を廃止。
- 1989年（平成元年） - 南・北校舎の大規模改修を実施。
- 1995年（平成7年）- 創立120周年記念「おすずっ子祭り」を開催。創立100周年記念タイムカプセル開封式も同時開催。
- 2013年（平成25年）3月5日 - 新校舎が完成。

## 交通
最寄りの鉄道駅
JR日豊本線 都農駅より2.2km（車5分、徒歩30分）
最寄りのバス停
宮崎交通バス 「都農小前」バス停より55m（徒歩1分）
最寄りの道路
国道10号 「都農町川北」交差点より1km

## 周辺
- 都農町立都農中学校
- 藤見公園（陸上競技場・サッカー場・野球場・屋内運動場）
- 一の宮保育園
- 都農神社
- 一の宮公園
- 道の駅つの・都農町商工会
- 都農川